# Discobola moiwana
Discobola moiwana là một loài ruồi trong họ Limoniidae. Chúng phân bố ở miền Cổ bắc.